# Brzeźno (powiat tucholski)
Brzeźno – (niem. Birkenthal) wieś borowiacka w Polsce położona w województwie kujawsko-pomorskim, w powiecie tucholskim, w gminie Śliwice na obszarze Borów Tucholskich.
| SIMC    | Nazwa       | Rodzaj    |
| ------- | ----------- | --------- |
| 0097301 | Za Jeziorem | część wsi |

W latach 1975–1998 miejscowość administracyjnie należała do województwa bydgoskiego. Według Narodowego Spisu Powszechnego (III 2011 r.) liczyła 154 mieszkańców. Jest dziewiątą co do wielkości miejscowością gminy Śliwice.